# Résidence Roux
La Résidence Roux est un établissement d'hébergement pour personnes âgées dépendantes implanté à Reims, en France. L'établissement est rattaché au CHU de Reims.

## Localisation
La Résidence Roux est située 1 Boulevard du Docteur Roux à Reims dans la Marne en France et à proximité de l’hôpital Maison Blanche.

## Historique
La résidence Roux pour personnes âgées est ouverte en 1966. 421 résidents quittent l’Hôpital Général (bâtiments de la place Museux) pour la Résidence Roux.
Elle subit un ré-emménagement entre 2011 et 2014. Le coût prévisionnel des travaux est de 24 M€ H.T..

## Origine du nom
Le nom de la résidence fait référence au docteur Émile Roux, médecin, bactériologiste et immunologiste français.

## Galerie photo

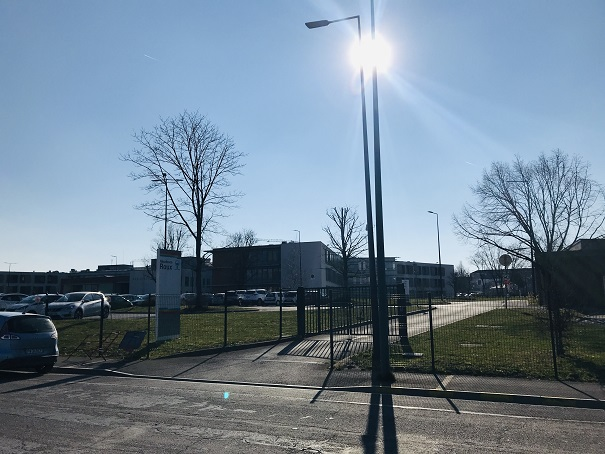
Résidence du Docteur Roux.